# Petra Sasse
Petra Sasse ist eine ehemalige deutsche Handballspielerin.

## Werdegang
Sasse spielte bis 1977 für den Hamburger Verein SC Union 03 in der Bundesliga und wechselte dann zu Holstein Kiel. 1978 nahm sie mit der Auswahl der Bundesrepublik Deutschland an der Weltmeisterschaft teil. Sasse wurde in drei WM-Spielen eingesetzt und kam auf den achten Platz. 1981 verzichtete sie wegen beruflicher Verpflichtungen auf die Teilnahme an der B-WM, zu diesem Zeitpunkt hatte Sasse 68 Länderspiele bestritten.